# Protestantesima
Protestantesima è un album in studio del cantautore italiano Umberto Maria Giardini, pubblicato il 3 febbraio 2015 da La Tempesta.
In questo lavoro l'artista introduce un uso maggiore di archi e pianoforte che nel passato.

## Tracce
1. Protestantesima – 4:20
2. C'è chi ottiene e chi pretende – 7:56
3. Molteplici e riflessi – 3:34
4. Il vaso di Pandora – 4:43
5. Seconda madre – 5:06
6. Amare male – 4:32
7. Sibilla – 5:48
8. Urania – 4:23
9. Pregando gli alberi in un ottobre da non dimenticare – 7:50
10. 6 Aprile – 4:00